# 卵形菲策吸虫
卵形菲策吸虫（学名：Fischoederius ovatus）为腹袋科菲策属的动物。在中国大陆，分布于福建、江西、云南等地，营寄生生活，宿主水牛、黄牛以及寄生于瘤胃。
其种加词“ovatus”意为“卵形的”。